# Arkane Studios
Arkane Studios is een Frans computerspelontwikkelaar gevestigd in Lyon. Het bedrijf werd op 12 oktober 1999 opgericht en in augustus 2010 overgenomen door ZeniMax Media. In juli 2006 werd er een tweede vestiging geopend in Austin, Texas.

## Ontwikkelde spellen
| Release | Titel                             | Platform                                              | Noot                             |
| ------- | --------------------------------- | ----------------------------------------------------- | -------------------------------- |
| 2002    | Arx Fatalis                       | Windows, Xbox                                         |                                  |
| 2006    | Dark Messiah of Might and Magic   | Windows, Xbox 360                                     |                                  |
| 2008    | Call of Duty: World at War        | PlayStation 3, Wii, Windows, Windows Mobile, Xbox 360 | Multiplayer map design           |
| 2009    | KarmaStar                         | iOS                                                   |                                  |
| 2010    | BioShock 2                        | OS X, PlayStation 3, Windows, Xbox 360                | Level design                     |
| 2012    | Dishonored                        | PlayStation 3, Windows, Xbox 360                      |                                  |
| 2016    | Dishonored 2                      | PlayStation 4, Windows, Xbox One                      |                                  |
| 2017    | Dishonored: Death of the Outsider | PlayStation 4, Windows, Xbox One                      |                                  |
| 2017    | Prey                              | PlayStation 4, Windows, Xbox One                      |                                  |
| 2019    | Wolfenstein: Youngblood           | PlayStation 4, Windows, Xbox One                      | In samenwerking met MachineGames |
| 2019    | Wolfenstein: Cyberpilot           | PlayStation VR, Windows                               | In samenwerking met MachineGames |
| 2021    | Deathloop                         | PlayStation 5, Windows                                |                                  |
| 2023    | Redfall                           | Xbox Series X/S, Windows                              |                                  |